# 江蘇省 (汪兆銘政権)
江蘇省（こうそ-しょう）は汪兆銘政権に存在した省。

## 沿革
中華民国維新政府が1938年（民国27年）6月22日に設置した江蘇省を前身とする。
1940年（民国29年）6月20日、汪兆銘政権政治委員会第11次会議で中華民国維新政府の江蘇省政府を改編することを決定、省会を呉県と定めた。
中華民国時代は61県を管轄した江蘇省を三分割し、上海等の7県を上海特別市の、淮陰等の15県蘇北行政専員公署に移管し、汪兆銘政権時代の江蘇省は呉県、常熟、崑山、呉江、鎮江、句容、溧水、江浦、六合、金壇、丹容、揚中、松江、青浦、金山、太倉、海門、武進、無錫、宜興、靖江、南通、如皋、江都、儀徴の25県を管轄した。
県政監督のための行政専員公署は9区設置され、1943年（民国32年）6月に、第1区が、翌年7月に第2区から第9区が設置されている。

## 歴代省政府主席・省長

### 省長
- 陳則民：1940年3月30日 - 1940年6月20日

### 省政府主席
- 高冠吾：1940年6月20日 - 1943年1月20日

### 省長
- 李士群：1943年1月20日 - 9月9日
- 陳群：1943年9月9日 - 1944年11月2日
- 任援道：1944年11月2日 - 1945年5月3日
- 項致荘：1945年5月3日 - 8月〔廃止〕